# Casparus Johannes Rinkel
Casparus Johannes Rinkel (* 2. Mai 1826 in Aalsmeer; † 2. Mai 1906 in Haarlem) war von 1873 bis 1906 alt-katholischer Bischof von Haarlem.

## Leben
Rinkel war der Sohn von Johannes Lambertus Rinkel und Gijsberta Wilhelmina geb. van der Poll. Er begann seine Ausbildung im Seminar von Amersfoort 1838 und empfing am 15. Juni 1851 in Amersfoort durch den Bischof von Haarlem Henricus Johannes van Buul die Priesterweihe. Als Kaplan war er von 1851 bis 1852 an St. Gertrudis in Utrecht tätig, danach als Pfarrer bis 1874 in Krommenie.

## Bischofsamt
Bereits am 19. Februar und wiederum am 9. März 1868 wurde Rinkel zum Bischof von Haarlem „vorbehaltlich des Amtsantritts“ gewählt, nach abermaliger Bestätigung am 9. Mai 1871 lehnte er jedoch die Wahl ab. Erst nach einer erneuten Wahl am 30. Juni 1873 empfing er am 11. August 1873 zusammen mit Joseph Hubert Reinkens durch den Bischof von Deventer, Hermann Heykamp, die Bischofsweihe.
Er gehörte zu den Unterzeichnern der Utrechter Erklärung von 1889.